# Maty Salame
Maty Salame, née le 9 novembre 1983, est une athlète sénégalaise.

## Carrière
Maty Salame remporte la médaille de bronze du relais 4 × 400 mètres aux Championnats d'Afrique de 2008 à Addis-Abeba. 
Elle est également championne du Sénégal du 200 mètres et du saut en hauteur en 2007.